# Transporteur de char

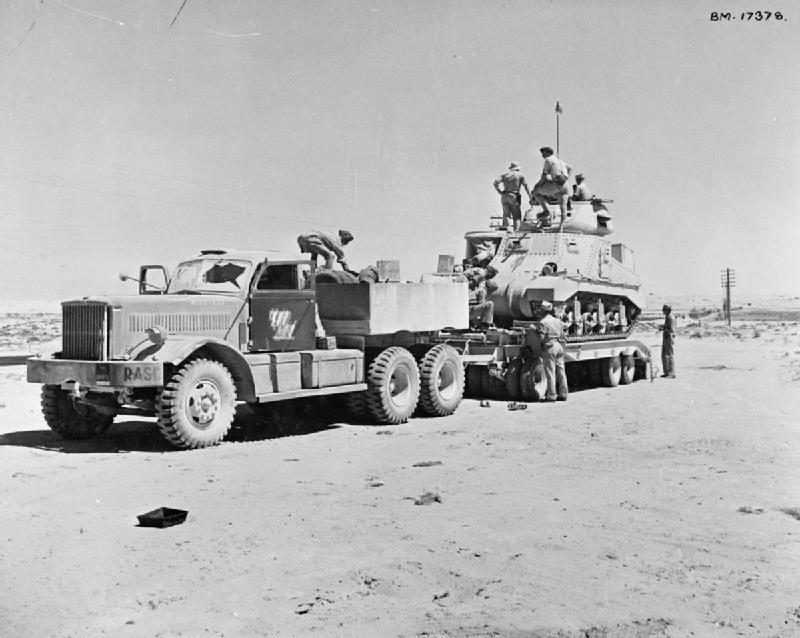
M19 Tank Transporter, composé du M20 tracteur routier et du M9 semi-remorque

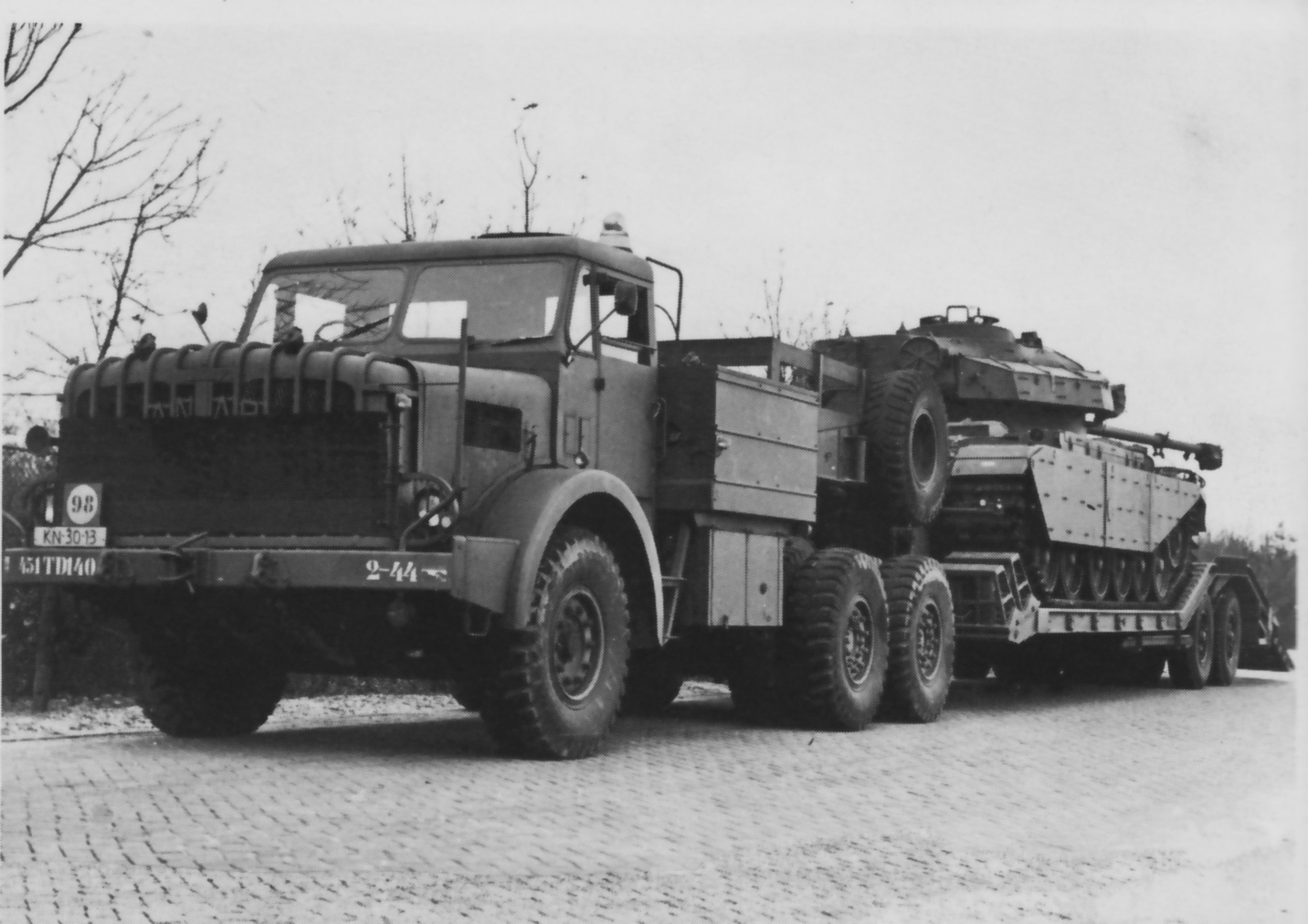
Antar en 1953.

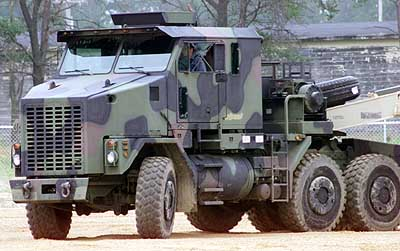
Oshkosh M1070 du HET

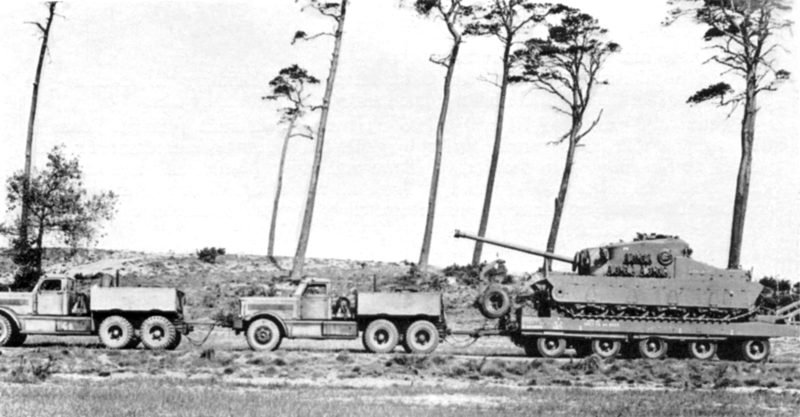
A39 Tortoise placé sur une remorque par 2 Diamond Ts en 1948

Un transporteur de char est un véhicule militaire lourd adapté en puissance et en aménagement de portage pour transporter des chars de combat.

## Modèles

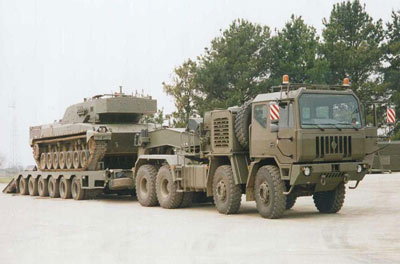
Transport d'un char d'assaut Ariete C1 sur remorque tractée par un Iveco Astra SMR 88.50 TIM 8x8 (PTRA max. 120 t)

| Modèle | Origine                    | Années d'utilisation    | Utilisateurs |
| --- | -------------------------- | ----------------------- | --- |
| Scammell Pioneer Semi-trailer                                                                                  | Royaume-Uni                | Années 1930-Années 1940 | British Army |
| Diamond T tank transporter                                                                                     | États-Unis                 | Années 1940-Années 1970 | British Army, US Army, Forces armées néerlandaises |
| Scammell Commander                                                                                             | Royaume-Uni                | 1986-2002               | British Army |
| Sd.Kfz. 9/18 Ton Heavy Tank Transporter Sd.Ah.116                                                              | Allemagne                  | Années 1940             | Wehrmacht |
| Scammell Pioneer Semi-trailer                                                                                  | Royaume-Uni                | Années 1930-Années 1940 | British Army |
| Thorneycroft 'Mighty' Antar                                                                                    | Royaume-Uni                | Années 1940-1986        | British Army, Forces armées néerlandaises |
| Floor Truck Factory                                                                                            | Pays-Bas                   | Années 1970-?           | Forces armées néerlandaises |
| Faun SLT 50-3 Elefant and SLT-56                                                                               | Allemagne                  | Années 1970-?           | Bundeswehr, Forces armées polonaises (depuis 2002) |
| Faun SLT 56 Franziska with Kässbohrer (en) semi-trailer                                                        | Allemagne                  | 1989-                   | Bundeswehr |
| Oshkosh Corporation Commercial Heavy Equipment Transporter (C-HET)- M746 or M911 tractor with M747 semitrailer | États-Unis                 | Années 1970-Années 1990 | US Army |
| Oshkosh Corporation Heavy Equipment Transport System                                                           | États-Unis                 | 1993-                   | US Army, British Army (depuis 2002) |
| Land Mobility Technologies modified Mercedes-Benz Actros Armoured Heavy Support Vehicle Systems                | Allemagne / Afrique du Sud | Années 2000-            | Forces armées canadiennes - commandés en 2007 (livrés en 2008-2009)                                                                                     |
| DAF Trucks DAF YTZ95.530 (DAF XF) 95 Tropco tractor and trailer                                                | Pays-Bas                   | 2005-                   | Forces armées néerlandaises, Forces armées canadiennes - venant des Pays-Bas (2007-2009)                                                                |
| Type 82 HET - Hanyang Special Auto Works (Hanyang Special Vehicle Works) HY473 tractor and HY962 semi-trailer  | Chine                      | Années 1960             | Armée populaire de libération |
| MAZ 537G | Union soviétique           | Années 1960             | Armée rouge, Forces armées de la fédération de Russie, Armée populaire de libération, Armée populaire de Corée et divers pays de l'ancien bloc de l'Est |
| KZKT-7428 | Union soviétique           | Années 1980             | Armée rouge, Forces armées de la fédération de Russie                                                                                                   |
| Volvo N1233 | Suède                      | 1977-                   | Forces armées suédoises |
| Kynos Aljaba                                                                                                   | Espagne                    | années 1990             | Armée de terre espagnole |
| Scania T144 | Suède                      | 1998-                   | Forces armées suédoises, Armée belge et Forces armées françaises                                                                                        |
| Iveco SM 88.50 TIM 8x8                                                                                         | Italie                     | 2004                    | Forces armées italiennes, Forces armées suisses, Forces armées danoises, Forces armées espagnoles, Forces armées belges et Forces armées irlandaises    |

## Galerie d'images

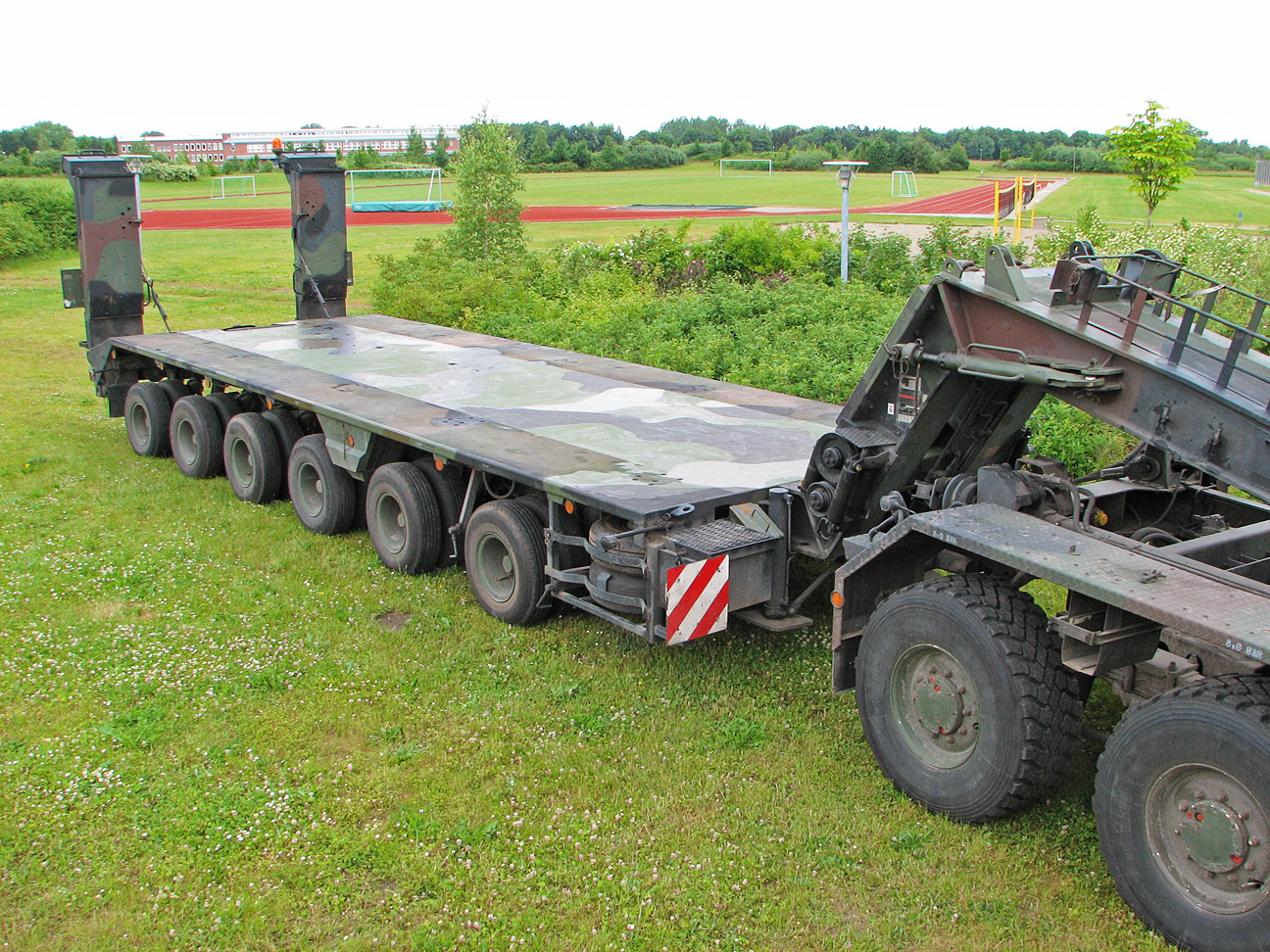
Lowboy (trailer) (en) semi-remorque
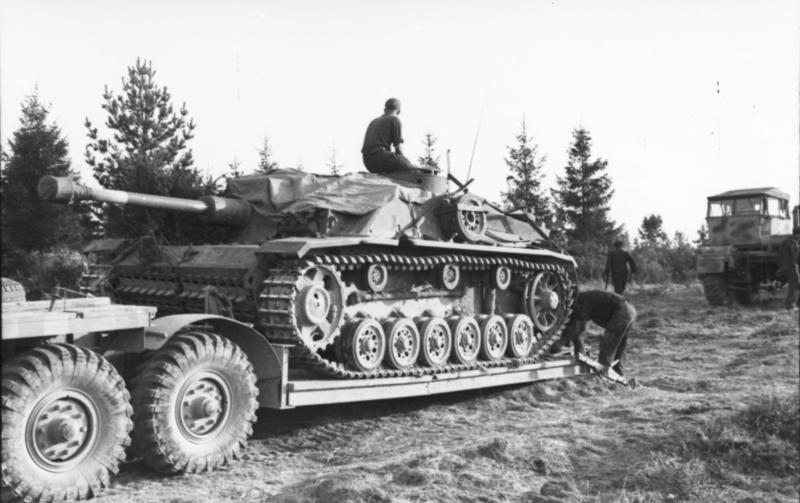
StuG III sur une remorque Sd.Ah.116, 1943
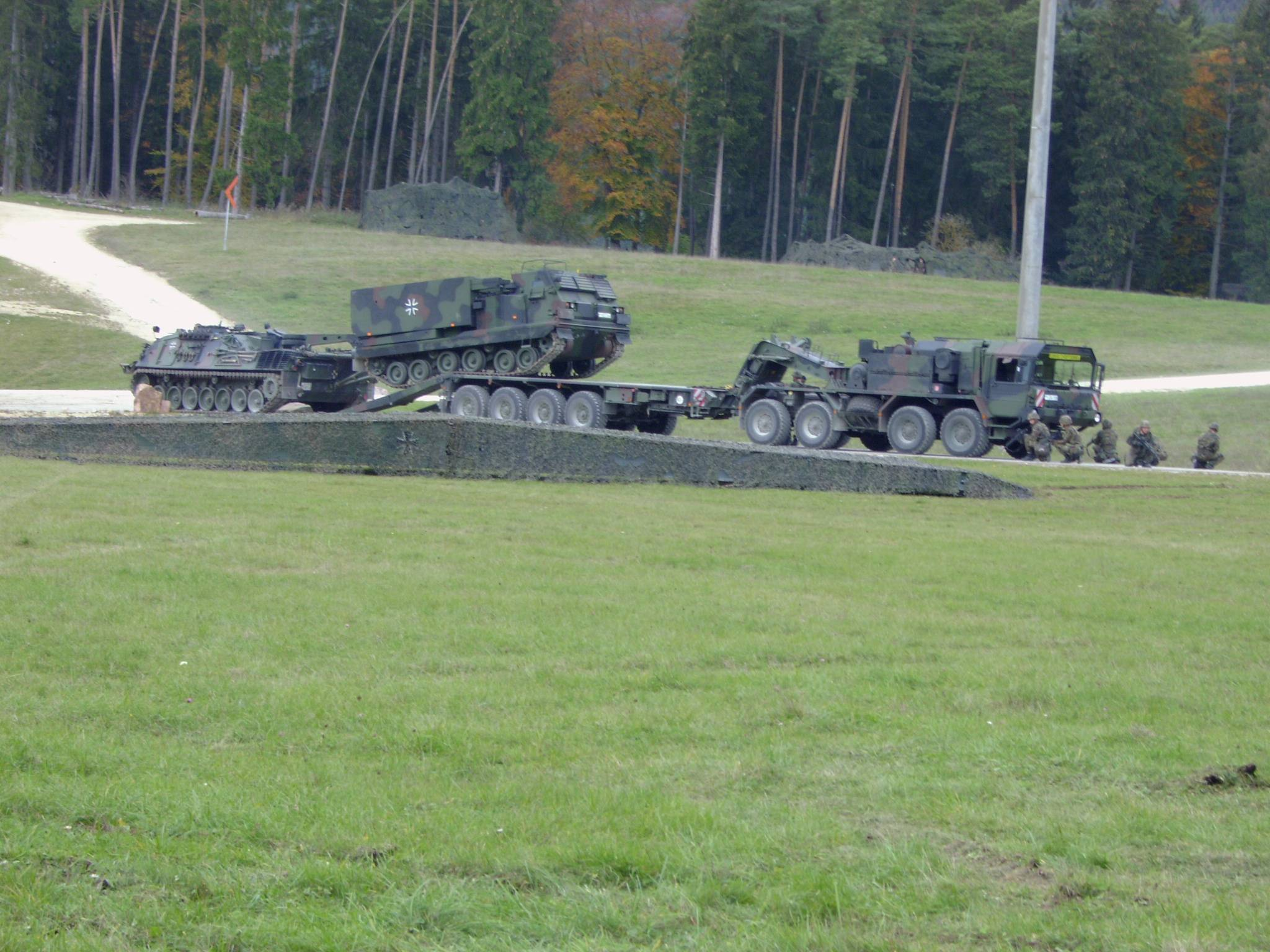
chargement d'un véhicule en panne sur un SLT 50 Elefant  à l'aide d'un char de dépannage de l'armée allemande
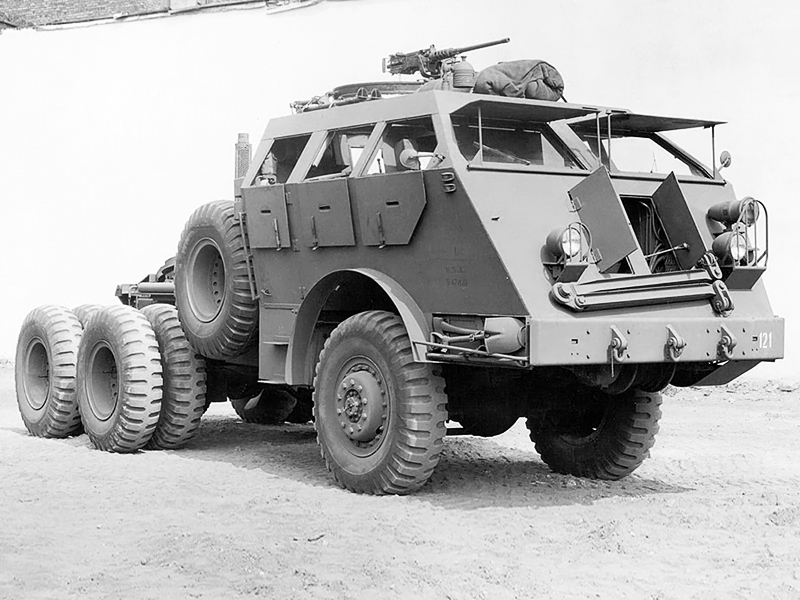
M26 (en) transporteur blindé de char
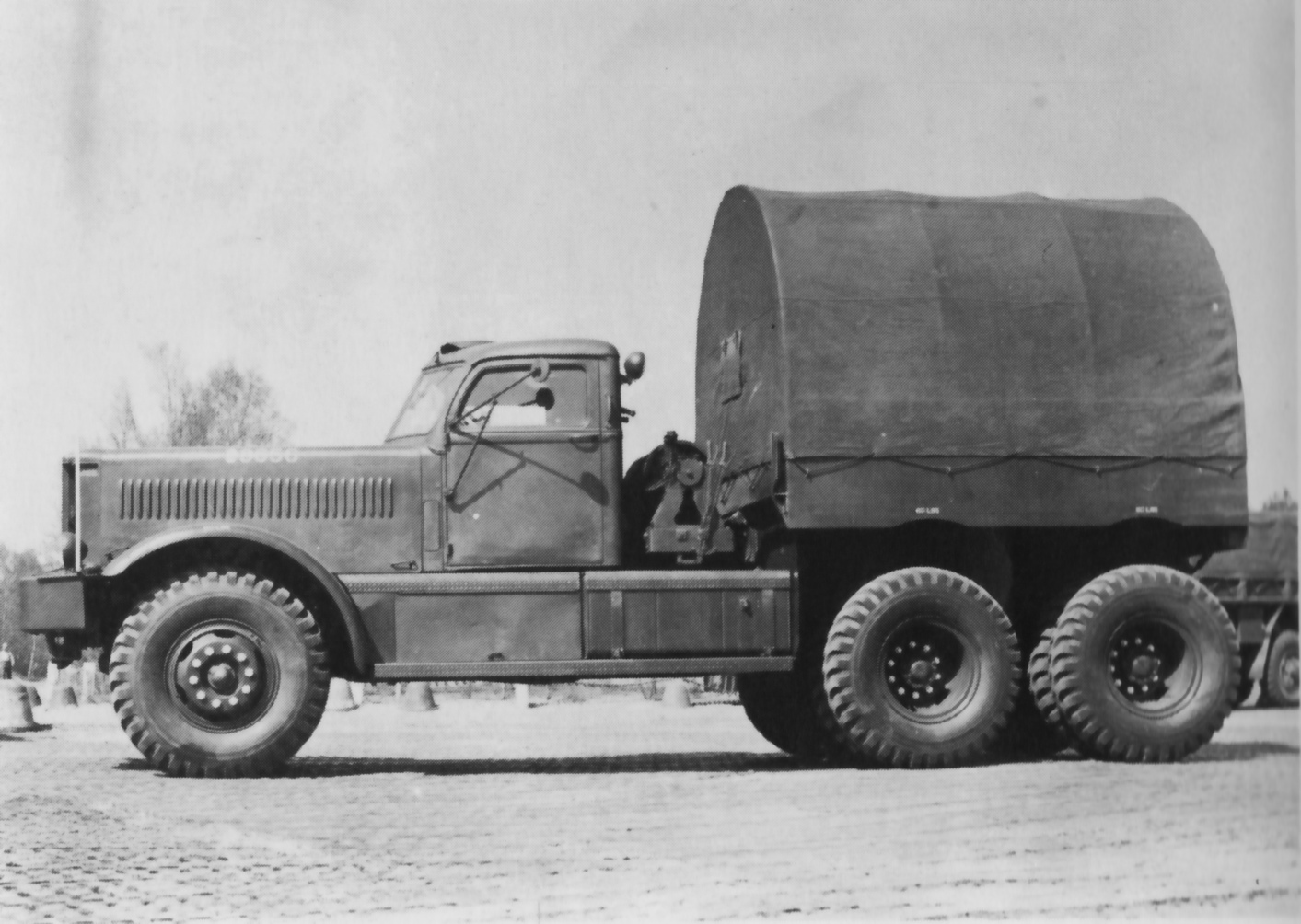
Diamond T M20 ballast tractor (en)
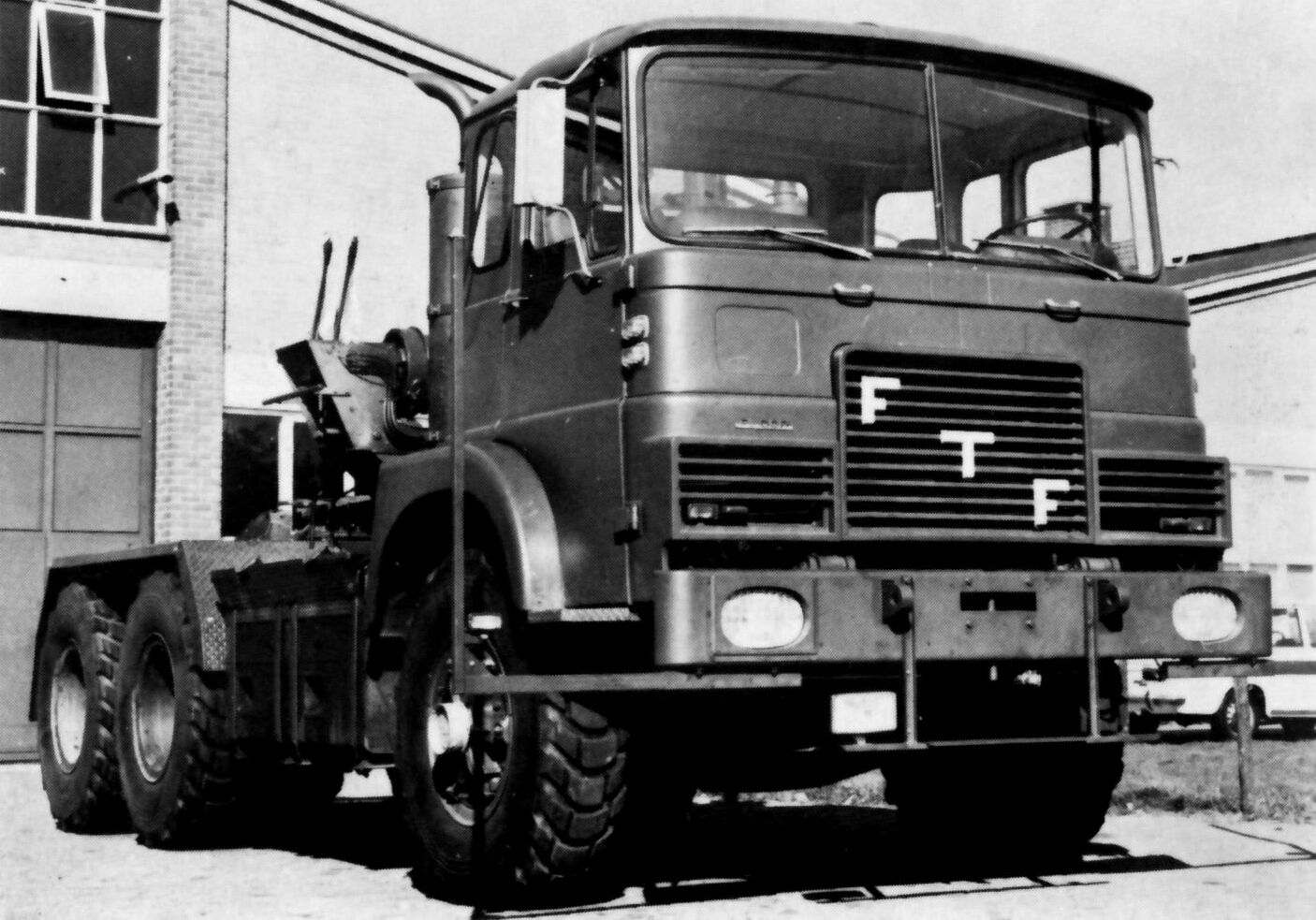
FTF
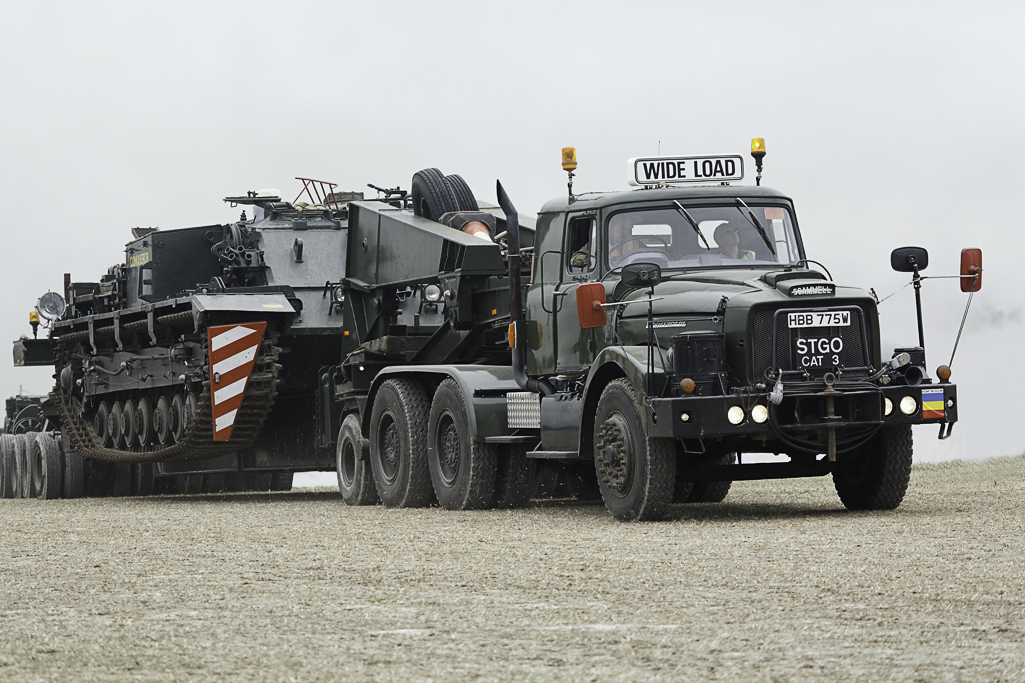
Scammell Contractor portant un Conqueror ARV2 FV222 Tank Recovery Vehicle
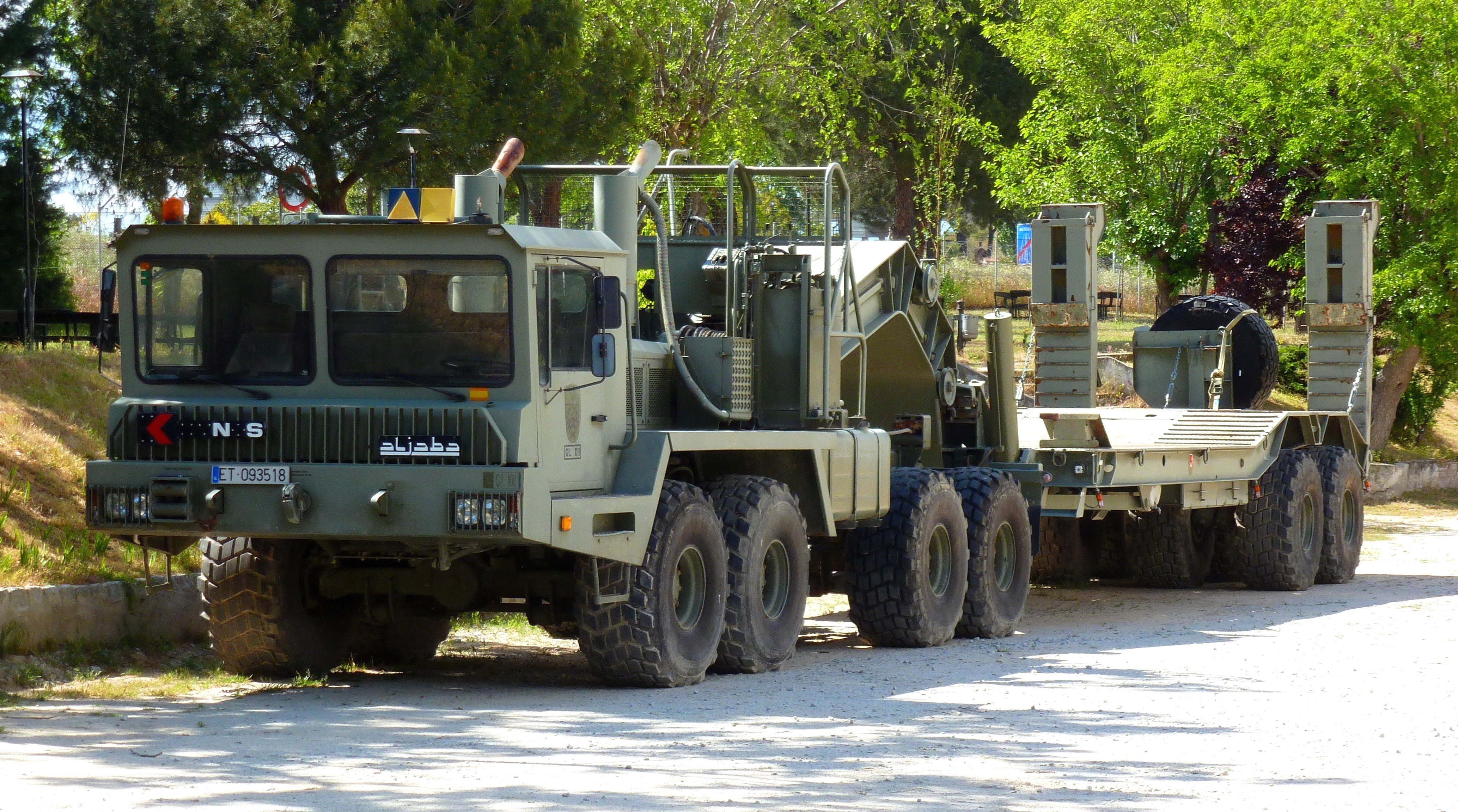
Kynos Aljaba 8x8
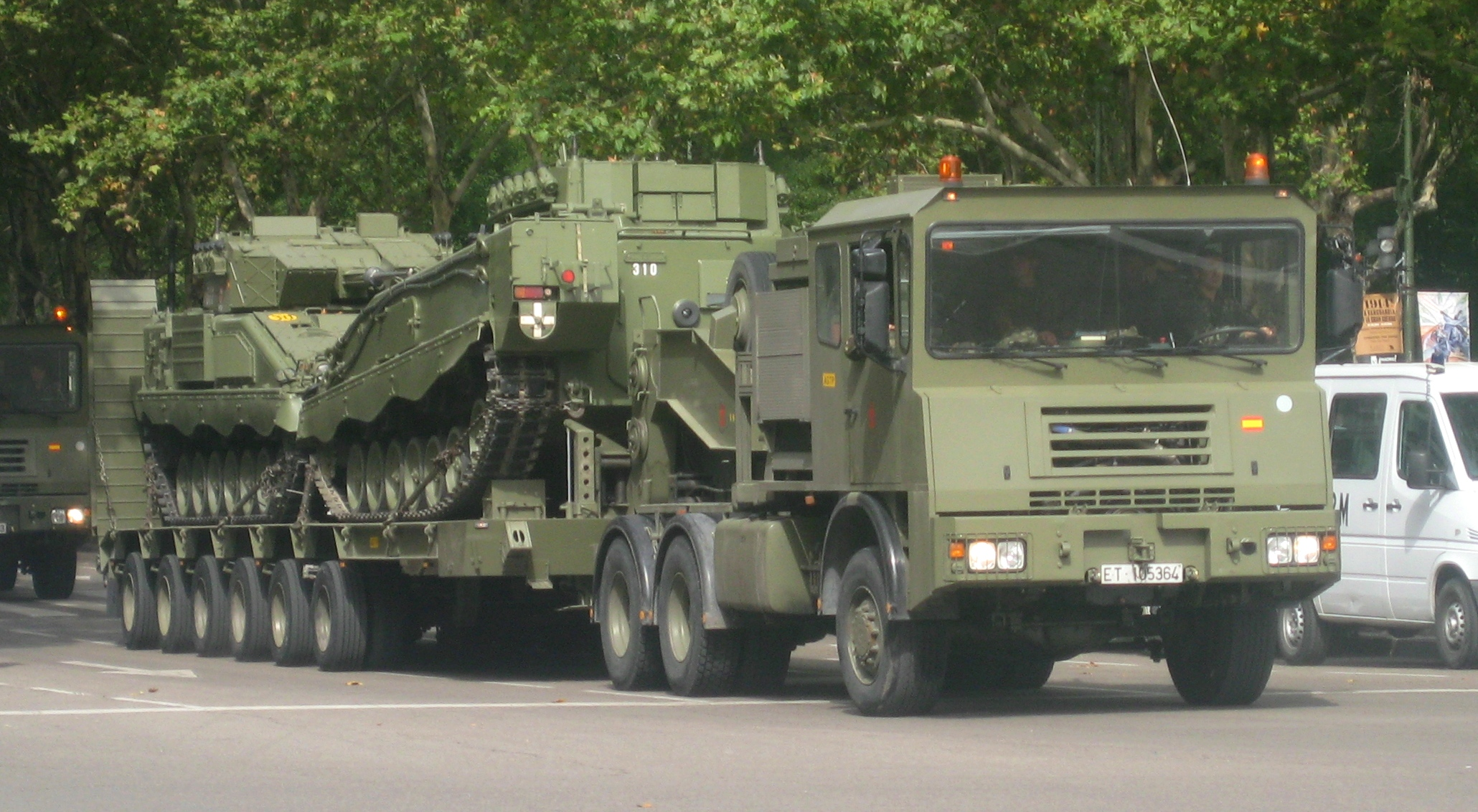
Un Kynos Aljaba 6x6 transportant deux ASCOD Pizarro / Ulan